# Memoarrr!
Memoarrr! ist ein Kartenspiel des Spieleautors Carlo Bartolini, das 2017 bei der Edition Spielwiese erschienen ist und über Pegasus Spiele vertrieben wird. Es handelt sich um ein an das bekannte Spiel Memory angelehntes Gedächtnisspiel nach dem Pairs-Prinzip, bei dem sich die Spieler die Position von Karten auf dem Tisch merken müssen.
Im Juni 2018 wurde Memoarrr! auf die Empfehlungsliste zum Spiel des Jahres 2018 aufgenommen. Darüber hinaus wurde das Spiel mit dem Deutschen Kinderspielepreis 2018 ausgezeichnet.

## Thema und Spielprinzip
Das Spielprinzip von Memoarrr! baut auf dem bekannten Spiel Memory auf. Wie bei diesem müssen sich die Spieler die Position von Karten in einer Kartenauslage merken und diese jeweils passend aufdecken. Anders als bei Memory sind alle Karten einzigartig und bestehen aus einer Kombination aus einer von fünf Landschaften und einem von fünf Tieren (Mitgliedern einer Piratenmannschaft). Zudem deckt jeder Spieler pro Zug nur eine Karte auf, die in einer der beiden Eigenschaften mit der von dem Vorgänger aufgedeckten Karte übereinstimmen muss. Gelingt dies einem Spieler nicht, scheidet er aus und nur der jeweils zuletzt übrig gebliebene Spieler einer Runde bekommt eine Belohnung in Form von Edelsteinen. Gewinner ist der Spieler, der nach sieben Runden die meisten Edelsteine besitzt.
Das Spielmaterial besteht neben der Spielanleitung aus:
- 25 Ortskarten, auf denen jeweils ein Tier und eine Landschaft abgebildet sind,
- 7 Schatzkarten mit einem bis vier Rubinen,
- 3 Vulkankarten mit unterschiedlich vielen Vögeln,
- eine Spielaufbauinfo und vier Übersichtskarten mit den Kurzspielregeln.

## Spielweise
Zu Beginn des Spiels werden die 25 Ortskarten zu einer Insel in einem Raster von fünf mal fünf Karten verdeckt in der Tischmitte ausgelegt. Der zentrale Ort wird unbesehen entfernt und aus dem Spiel genommen, an diese Stelle werden verdeckt die gemischten Schatzkarten und darauf die Vulkane (einer weniger als Mitspieler) gelegt. Jeder Spieler bekommt zu Beginn eine Küstenlinie der Insel zugewiesen und darf sich die mittleren drei Karten dieser Seite ansehen und zurücklegen.

### Spielablauf
Beginnend mit einem Startspieler decken die Spieler nun nacheinander jeweils eine Karte auf. Der Startspieler beginnt mit einer beliebigen Karte außer einer von denen, die er bereits angesehen hat. Alle nachfolgenden Spieler müssen daraufhin jeweils eine Karte aufdecken, die entweder in der Landschaft oder in dem abgebildeten Tier mit der jeweils vorher aufgedeckten Karte übereinstimmt und somit „mit dieser verbunden“ ist. Gelingt dies einem Spieler nicht, scheidet er aus der Runde aus und bekommt die oberste Vulkankarte. Der folgende Spieler muss nun wieder eine Karte aufdecken, die mit der Karte des ausgeschiedenen Spielers verbunden ist. Sind alle 24 Karten aufgedeckt, obwohl noch mehrere Spieler mitspielen, muss sich derjenige der keine Karte mehr aufdecken kann, eine Vulkankarte nehmen. Sind alle Vulkankarten verteilt, bekommt der letzte übrig gebliebene Spieler eine Schatzkarte.
Für die nächste Runde werden alle aufgedeckten Karten wieder umgedreht und verbleiben auf ihrer Position. Der Startspieler der neuen Runde ist der Spieler mit dem Vulkan, auf dem die meisten Vögel abgebildet sind. Das Spiel endet nach sieben Runden mit der Vergabe der letzten Schatzkarte, gewonnen hat der Spieler mit den meisten Rubinen.

### Geordnete Schatzkarten
Als Variante kann Memoarrr! auch mit geordneten Schatzkarten gespielt werden, um den Verlauf besser planen zu können. Dafür wird die wertvollste Schatzkarte mit vier Rubinen ganz nach unten gelegt, darauf kommen die weiteren Schätze mit abnehmender Anzahl der Rubine. Auf diese Weise bekommt der Gewinner der ersten Runde grundsätzlich einen Rubin, danach steigt die Anzahl bis zur letzten Runde an.

### Expertenregeln
In den Expertenregeln von Memoarrr! bekommen die verschiedenen Mannschaftsmitglieder spezielle Fähigkeiten zugewiesen, die sie nutzen können, wenn sie aufgedeckt werden:
| Mannschaftsmitglied | Fähigkeit |
| ------------------- | --- |
| Pinguin             | Nach dem Aufdecken eines Pinguins darf sich der Spieler eine beliebige noch verdeckte Karte anschauen.                                                 |
| Oktopus             | Nach dem Aufdecken eines Oktopus darf der Spieler die Position des Oktopus mit der einer beliebigen horizontal oder vertikal liegenden Karte tauschen. |
| Walross             | Nach dem Aufdecken eines Walrosses darf der Spieler eine beliebige Karte durch Antippen für den folgenden Spieler sperren.                             |
| Krabbe              | Nach dem Aufdecken einer Krabbe muss der Spieler einen weiteren Zug spielen.                                                                           |
| Schildkröte         | Nach dem Aufdecken einer Schildkröte passiert nichts.                                                                                                  |

## Ausgaben
Memoarrr! wurde von Carlo Bartolini auf der Basis des Spiels Memory entwickelt und von der Berliner Edition Spielweise 2017 als Version auf Deutsch und Englisch im Vertrieb von Pegasus Spiele veröffentlicht. Dabei handelte es sich nach Cottage Garden um das zweite Spiel der Edition Spielwiese. Als Grafiker wurde der Graffiti-Künstler Pablo Fontagnier (Hombre SUK) gewonnen. Im gleichen Jahr erschien das Spiel in Lizenz auf Niederländisch bei dem Verlag White Goblin Games und auf Chinesisch bei Game Harbor.
Im Juni 2018 wurde Memoarrr! auf die Empfehlungsliste zum Spiel des Jahres 2018 aufgenommen. Darüber hinaus wurde das Spiel mit dem Deutschen Kinderspielepreis 2018 ausgezeichnet.

## Belege
1. 1 2 3 4 5 6  Memoarrr!, Offizielle Spielregeln auf der Website von Pegasus Spiele; abgerufen am 7. Januar 2018.
2. 1 2  Versionen von Memoarrr! bei boardgamegeek; abgerufen am 7. Januar 2018.
3. ↑  MEMOARRR /// Spielveröffentlichung (GER) (Memento des Originals vom 7. Januar 2018 im Internet Archive)  Info: Der Archivlink wurde automatisch eingesetzt und noch nicht geprüft. Bitte prüfe Original- und Archivlink gemäß Anleitung und entferne dann diesen Hinweis. auf dem Blog homboog.com, 4. August 2017; abgerufen am 7. Januar 2018.